# تش نفس (جرغلان)
تش نفس (بالفارسية: تش نفس) هي قرية تقع في إيران في قسم جرغلان الريفي. يقدر عدد سكانها بـ 98 نسمة بحسب إحصاء 2016.